# Agonis
Agonis (sinónimo botânico: Billotia R.Br. ex G.Don) é um género botânico pertencente à família Myrtaceae, endémicas na Austrália Ocidental, especialmente no canto sudoeste deste estado australiano. Inclui onze espécies. Variam desde pequenos arbustos até árvores de média dimensão, no caso da espécie Agonis flexuosa.
As espécies têm, em geral, uma casca castanha e fibrosa, com folhas verdes pálidas e inflorescências com pequenas flores brancas. São facilmente identificadas pelo forte odor a menta emitido quando as folhas são esmagadas. O termo Agonis provém do Grego agon, que significa grupo ou colecção, referindo-se às densas inflorescências.
A espécie Agonis flexuosa é a mais conhecida das espécies, sendo uma árvore comum em parques e beiras de caminhos, por exemplo em Perth, na Austrália Ocidental.
As Agonis servem de alimento para as larvas da traça Aenetus dulcis.

## Espécies
- Agonis baxteri
- Agonis flexuosa
- Agonis theiformis
- Agonis undulata

Tradicionalmente, o género inclui mais espécies (até onze), contudo, novos estudos filogenéticos dividiram o género, passando várias espécies a pertencer ao género Taxandria.